# Atletism la Jocurile Olimpice de vară din 2016 - Aruncarea ciocanului (feminin)
Proba feminină de aruncare a ciocanului de la Jocurile Olimpice de vară din 2016 a avut loc în perioada 12-15 august la Stadionul Olimpic.

## Formatul competiției
Fiecare atletă a avut dreptul la trei aruncări. Atletele care au trecut peste baremul de calificare s-au calificat direct în finală. Dacă se calificau mai puțin de 12 atlete, tabelul finalei se completa până se ajungea la 12. Pentru finală fiecare atletă a avut dreptul la trei aruncări, după care primele opt clasate au avut dreptul la încă trei aruncări.

## Recorduri
Înaintea acestei competiții, recordurile mondiale și olimpice erau următoarele:
| Record           | Atlet                  | Rezultat | Loc                    | Data           |
| ---------------- | ---------------------- | -------- | ---------------------- | -------------- |
| Recordul mondial | Anita Wlodarczyk (POL) | 81,08 m  | Władysławowo, Polonia  | 1 august 2015  |
| Recordul olimpic | Tatiana Lisenko (RUS)  | 78.18 m  | Londra, Marea Britanie | 11 august 2012 |

## Rezultate

### Calificări
Baremul de calificare: 72,00 m (C) sau printre primele 12 aruncătoare (c)
| Loc | Grupa | Nume                       | Țară                       | #1    | #2    | #3    | Rezultat | Note      |
| --- | ----- | -------------------------- | -------------------------- | ----- | ----- | ----- | -------- | --------- |
| 1   | A     | Anita Włodarczyk           | Polonia                    | 76,93 | –     | –     | 76,93    | (C)       |
| 2   | B     | Zhang Wenxiu               | China                      | x     | 70,72 | 73,58 | 73,58    | (C)       |
| 3   | A     | Rosa Rodriguez             | Venezuela                  | x     | 69,34 | 72,41 | 72,41    | (C), (SB) |
| 4   | B     | Joanna Fiodorow            | Polonia                    | 71,77 | 71,59 | 69,29 | 71,77    | (c)       |
| 5   | A     | Zalina Marghieva           | Republica Moldova          | 68,80 | 71,72 | 70,90 | 71,72    | (c)       |
| 6   | B     | Betty Heidler              | Germania                   | 71,17 | 66,62 | 68,60 | 71,17    | (c)       |
| 7   | B     | Hanna Malyshik             | Belarus                    | x     | 64,69 | 71,12 | 71,12    | (c)       |
| 8   | B     | Amber Campbell             | Statele Unite ale Americii | 71,09 | x     | x     | 71,09    | (c)       |
| 9   | A     | Deanna Price               | Statele Unite ale Americii | 69,25 | 69,52 | 70,79 | 70,79    | (c)       |
| 10  | A     | Wang Zheng                 | China                      | 68,91 | 70,60 | x     | 70,60    | (c)       |
| 11  | B     | Sophie Hitchon             | Marea Britanie             | x     | 70,37 | 68,68 | 70,37    | (c)       |
| 12  | A     | Alexandra Tavernier        | Franța                     | x     | 68,42 | 70,30 | 70,30    | (c)       |
| 13  | B     | Hanna Skydan               | Azerbaidjan                | 67,05 | 68,98 | 70,09 | 70,09    |           |
| 14  | A     | Gwen Berry                 | Statele Unite ale Americii | 68,07 | x     | 69,90 | 69,90    |           |
| 15  | B     | Malwina Kopron             | Polonia                    | 69,31 | 69,69 | x     | 69,69    |           |
| 16  | A     | Liu Tingting               | China                      | 67,40 | 69,14 | 63,35 | 69,14    |           |
| 17  | A     | Katerina Safrankova        | Cehia                      | 66,52 | 68,33 | 65,30 | 68,33    |           |
| 18  | B     | Kathrin Klaas              | Germania                   | 67,92 | 64,89 | 67,01 | 67.92    |           |
| 19  | A     | Martina Hrasnova           | Slovacia                   | 67,63 | 66,10 | 64,32 | 67,63    |           |
| 20  | A     | Alena Sobaleva             | Belarus                    | x     | 66,71 | 67,06 | 67,06    |           |
| 21  | B     | Tuğçe Șahutoğlu            | Turcia                     | 65,47 | 67,05 | 61,92 | 67,05    |           |
| 22  | A     | Iryna Novozhylova          | Ucraina                    | 66,70 | x     | 65,15 | 66,70    |           |
| 23  | A     | Heather Steacy             | Canada                     | 66,01 | x     | 63,78 | 66,01    |           |
| 24  | B     | Marina Marghieva-Nikisenko | Republica Moldova          | 65,19 | 63,82 | 65,10 | 65,19    |           |
| 25  | B     | Amy Sene                   | Senegal                    | 64,83 | x     | 60,91 | 64,83    |           |
| 26  | A     | Kıvılcım Kaya Salman       | Turcia                     | x     | x     | 64,79 | 64,79    |           |
| 27  | B     | Jennifer Dahlgren          | Argentina                  | 63,03 | x     | x     | 63,03    |           |
| 28  | B     | Iryna Klymets              | Ucraina                    | 62.00 | x     | 62,75 | 62,75    |           |
| 29  | A     | Charlene Woitha            | Germania                   | x     | x     | 62,50 | 62,50    |           |
| 30  | A     | Daina Levy                 | Jamaica                    | x     | 60,35 | x     | 60,35    |           |
| 31  | B     | Nataliya Zolotukhina       | Ucraina                    | 56.60 | x     | 56,96 | 56,96    |           |
| 32  | B     | Yirisleydi Ford            | Cuba                       | 10,91 | x     | x     | 10,91    |           |

### Finala
| Loc | Nume                | Țară                       | #1    | #2    | #3    | #4                    | #5                    | #6                    | Rezultat    | Note |
| --- | ------------------- | -------------------------- | ----- | ----- | ----- | --------------------- | --------------------- | --------------------- | ----------- | ---- |
| 1   | Anita Włodarczyk    | Polonia                    | 76,35 | 80,40 | 82,29 | x                     | 81,74                 | 79,60                 | 82,29       | (RM) |
| 2   | Zhang Wenxiu        | China                      | 75,06 | 74,04 | 76,19 | 74,65                 | 76,75                 | 70,93                 | 76,75       | (SB) |
| 3   | Sophie Hitchon      | Marea Britanie             | x     | 73,29 | 71,73 | 72,28                 | 72,89                 | 74,54                 | 74,54       | (RN) |
| 4   | Betty Heidler       | Germania                   | 71,38 | 69,24 | 69,84 | 72,71                 | 73,71                 | x                     | 73,71       |      |
| 5   | Zalina Marghieva    | Republica Moldova          | 69,01 | x     | 72,38 | 73,50                 | 72,96                 | 70,24                 | 73,50       |      |
| 6   | Amber Campbell      | Statele Unite ale Americii | 68,18 | 68,85 | 70,20 | 70,57                 | 72,74                 | 71,09                 | 72,74       |      |
| 7   | Hanna Malyshik      | Belarus                    | 66,58 | x     | 70,38 | 70,60                 | 69,68                 | 71,90                 | 71,90       |      |
| 8   | DeAnna Price        | Statele Unite ale Americii | 68,12 | x     | 70,95 | x                     | 61,95                 | 69,18                 | 70,95       |      |
| 9   | Joanna Fiodorow     | Polonia                    | 69,87 | x     | 68,63 | nu a mers mai departe | nu a mers mai departe | nu a mers mai departe | 69,87       |      |
| 10  | Rosa Rodríguez      | Venezuela                  | 67,94 | 66,87 | 69,26 | nu a mers mai departe | nu a mers mai departe | nu a mers mai departe | 69,26       |      |
| 11  | Alexandra Tavernier | Franța                     | x     | 65,18 | x     | nu a mers mai departe | nu a mers mai departe | nu a mers mai departe | 65,18       |      |
| –   | Wang Zheng          | China                      | x     | x     | x     | nu a mers mai departe | nu a mers mai departe | nu a mers mai departe | fără notare |      |

## Legendă
RA Record african | AM Record american | AS Record asiatic | RE Record european | OCRecord oceanic | RO Record olimpic | RM Record mondial | RN Record național | SA Record sud-american | RC Record al competiției | DNF Nu a terminat | DNS Nu a luat startul | DS Descalificare | EL Cea mai bună performanță europeană a anului | PB Record personal | SB Cea mai bună performanță a sezonului | WL Cea mai bună performanță mondială a anului